# 福建农林大学金山学院
26°5′16″N 119°14′6″E / 26.08778°N 119.23500°E
福建农林大学金山学院位于福建省福州市，是2006年经教育部批准成立的全日制本科层次独立学院。学院共设置30个本科专业，涵盖工、农、经、管、文、艺术6大学科门类，拥有教育部正式批准的福建省独立学院中外合作办学项目。在校本科生近9000人。2011年起学院在福建省本二批次招生。
福建农林大学金山学院占地720亩，现有校舍建筑面积23万平方米，拥有多媒体教学楼、实验楼、图书馆、体育馆等设施。

## 学院简介
福建农林大学金山学院位于福建农林大学金山校区与安溪校区，是福建农林大学的一所独立院校。由于与福建农林大学校区相连，与本校区学生共享部分教学与活动的资源，包括加入本校社团，使用本校区体育场，甚至许多教师也是共聘的，但学费高于农林大学本校区。学院拥有包括逸夫图书馆、下安体育馆、游泳池、诚智楼、实验楼和下安田径场在内的教学场所。
近年来由于学校政策调整，部分专业（不含中加合作专业）大学第一学年或第一至第二学年在福建农林大学安溪校区就读，期满返回福州校区。

## 食宿条件
学院共有8栋宿舍楼，被命名为桃山1号至8号，部分女学生宿舍为4人间，男学生则基本为6人间。金山学院内主要有农林大学第十一、十二、十三食堂。